# Ані Лорак
А́ні Ло́рак (справжнє ім'я Каролі́на Миросла́вівна Кує́к; нар. 27 вересня 1978, Кіцмань) — російська (раніше — українська) співачка, авторка пісень та рестораторка. Представниця України на конкурсі «Євробачення-2008» у Белграді. Фігурантка санкційного списку України з 19 жовтня 2022 року. Колаборантка під час російсько-української війни. 
У червні 2025 року отримала російське громадянство. 

## Ранні роки
Народилась у Кіцмані тому ж будинку, що й Володимир Івасюк. Її батько, Мирослав Куєк — журналіст кіцманської газети. Він закінчив музичне училище за класом диригента хору, а пізніше філологічний факультет Чернівецького університету. Під час навчання на 100-і роковини Леніна вивісив жовто-блакитний прапор, за що був відрахований. Все життя відстоював українське. Мати, Жанна Линькова (до шлюбу Лінькова), здобула освіту в Інституті культури й працювала дикторкою Чернівецького обласного радіо і телебачення. Була в шлюбі тричі, батько Кароліни — другий чоловік. Станом на кінець зими 2015 розмови про доньку були табу.
Батьки Кароліни розлучились ще до її народження, і деякий час вона виховувалась в інтернаті. Мала троє братів, старший брат Сергій Линьков загинув в Афганістані 1987 року.

## Музична кар'єра

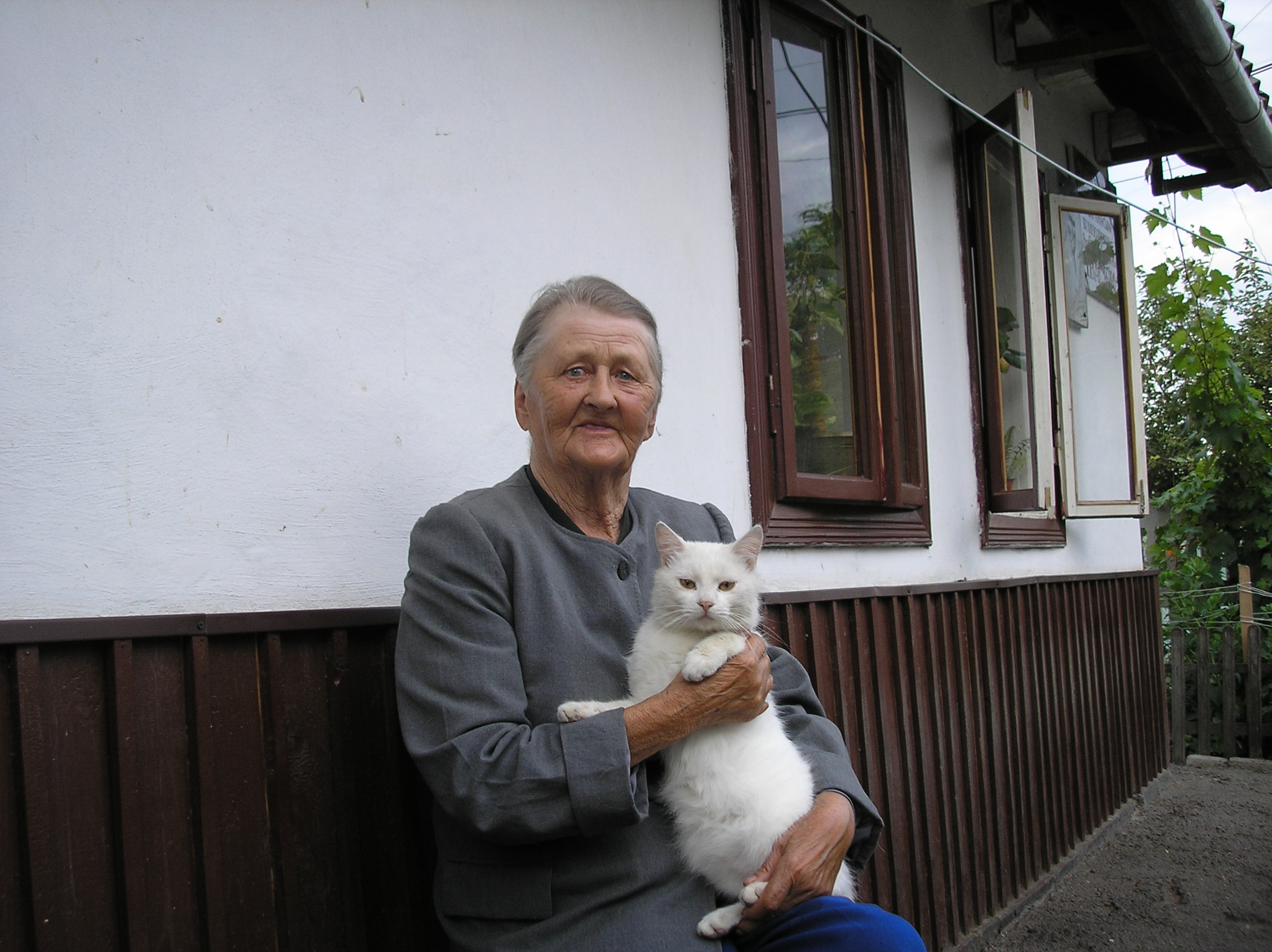
Бабуся Ані Лорак, Яніна Юліанівна, липень 2005

Співати почала з дитинства. Співала скрізь — навіть коли її не просили — пісні Пугачової, Доліної.
Перший значний успіх до 14-річної співачки прийшов на першому чернівецькому фестивалі «Первоцвіт-92». Кароліна стала відомою як Ані Лорак у березні 1995 року. Псевдонім довелося придумати для того, щоб взяти участь у конкурсі московської телевізійної програми «Утренняя звезда-95» (укр. «Ранкова зірка»), оскільки в Москві Кароліною себе вже називала співачка Тетяна Корнєва. Псевдонім Ані Лорак придуманий як прочитане навпаки ім'я Кароліна. Тоді за підсумками опитування «Нові зірки старого року» її визнали відкриттям 1994 року. На «Червоній руті» в Криму Ані Лорак була другою — журі краще оцінило більш авангардну попмузику.
У репертуарі понад 10 альбомів і понад 100 пісень українською, російською та англійською мовами, 24 відеокліпи (зокрема на пісні «Манекенщица», «Моє життя», «Боже мой», «Соловьи», «Я вернусь», «О, моя любов», «Чужой город», «Зеркала», «Shady Lady», «Солнце» тощо). Основні музичні напрями — соул, фанк, попрок, поп. Вона зіграла головні ролі у мюзиклах та телевізійних музичних фільмах («Цигани», «Бери шинель», «Вечори на хуторі біля Диканьки» (Оксана), «Шалений день, або одруження Фіґаро» (Фаншетта) тощо).

### «Хочу летать»

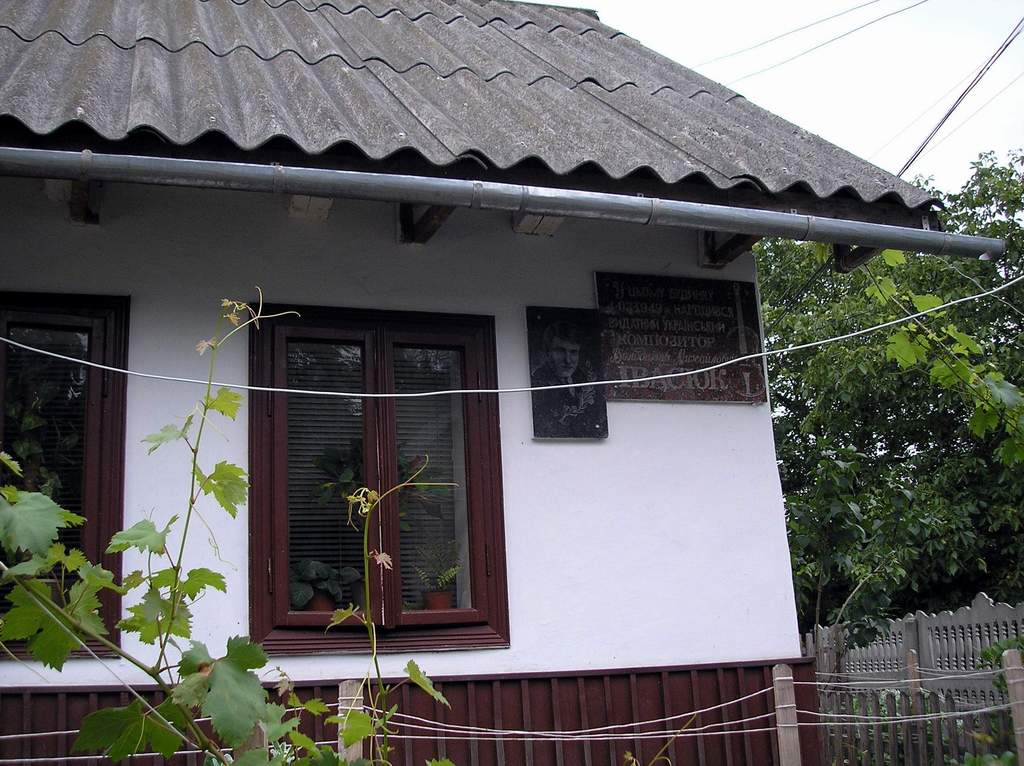
Будинок у Кіцмані, де народилась Ані Лорак. За 30 років до того в ньому народився композитор Володимир Івасюк

Восени 1995 року завершений запис альбому «Хочу летать», витриманого в стилі джаз-рок. 1995 року Ані Лорак проголосили відкриттям року й нагородили «Золотою Жар-птицею» Таврійських Ігор. Диск «Хочу летать» випущений на початку 1996 року англійською фірмою «Holy Musik» накладом 6 000 екземплярів, але в Україну так і не потрапив. На початку літа альбом перевидала на касеті фірма НАК.

### «Я вернусь»
Влітку на VI Таврійських іграх Ані Лорак знову виступала у супроводі «Братів Блюзу» і номінувалася на найкращу співачку в премії «Золота Жар-птиця». Восени Кароліна підписала паралельний контракт з московським філіалом концерну «PolyGram» — фірмою «BIZ Enterprises», її продюсером став Юрій Фальоса, уроки вокалу Ані брала в Марії Когос. Наступного літа на Таврійських іграх відеокліпом «Я вернусь» Ані Лорак анонсувала вихід однойменного альбому. В грудні виходить другий альбом Ані Лорак «Я вернусь» — його премастеринг робився в США, також в Америці відзнято два відеокліпи.
У 1999-му Кароліна стала Заслуженою артисткою України, того ж року знайомиться з російським композитором Ігорем Крутим. Перші плоди спільної роботи з'являються восени 1999 року — широко відома зараз композиція рос. «Зеркала». Між Ігорем Крутим і Ані Лорак був підписаний контракт, що набрав чинності навесні 2000 року. Проте згодом виявилося, що творчість маестро не зовсім вдовольняє співачку.

### «Там, де ти є …», «Ані Лорак», «Smile», «Розкажи»
Навесні 2000 року Ані Лорак записує в Лондоні рекламний ролик шоколаду «Корона». У грудні 2001 року лейбл «RG Music» та «Ані Лорак Компані» випустили четвертий, цього разу повністю україномовний, мультимедійний компакт «Там, де ти є …». Влітку 2002 року Ані Лорак визнали найкращою співачкою України і вона отримала перо Золотої Жар-Птиці. За результатами продажу альбому «Там, де ти є…» співачка отримує «золотий диск» з рук директора Британської академії композиторів за продаж на території України 50 тисяч примірників альбому за пів року на двох носіях — МС і CD. Звісно, для провідних компаній світу така цифра не є показовою, але, за думкою Міжнародної асоціації, самий факт легальної реалізації 50 тисяч ліцензійних копій в країні з дуже високими показниками аудіопіратства — то є подія. Альбом 2004 року під назвою «Ані Лорак» також отримав статус «золотого». Пісня з нього «Три звичних слова» визнана найкращою піснею 2004 року. Ані Лорак визнана найкращою співачкою 2004 року. У 2005 році виходить англомовний альбом «Smile», 2006 року — україномовний альбом «Розкажи». Однойменна пісня «Розкажи» з цього альбому утримувала перші місця українських чартах впродовж багатьох тижнів.
2006 року Ані Лорак розірвала контракт з Юрієм Фальосою, новим продюсером став Костянтин Меладзе, який робив ставку на російську естраду. Так з'явився дует Ані Лорак та Валерія Меладзе.

### «Євробачення» і «ShadyLady»

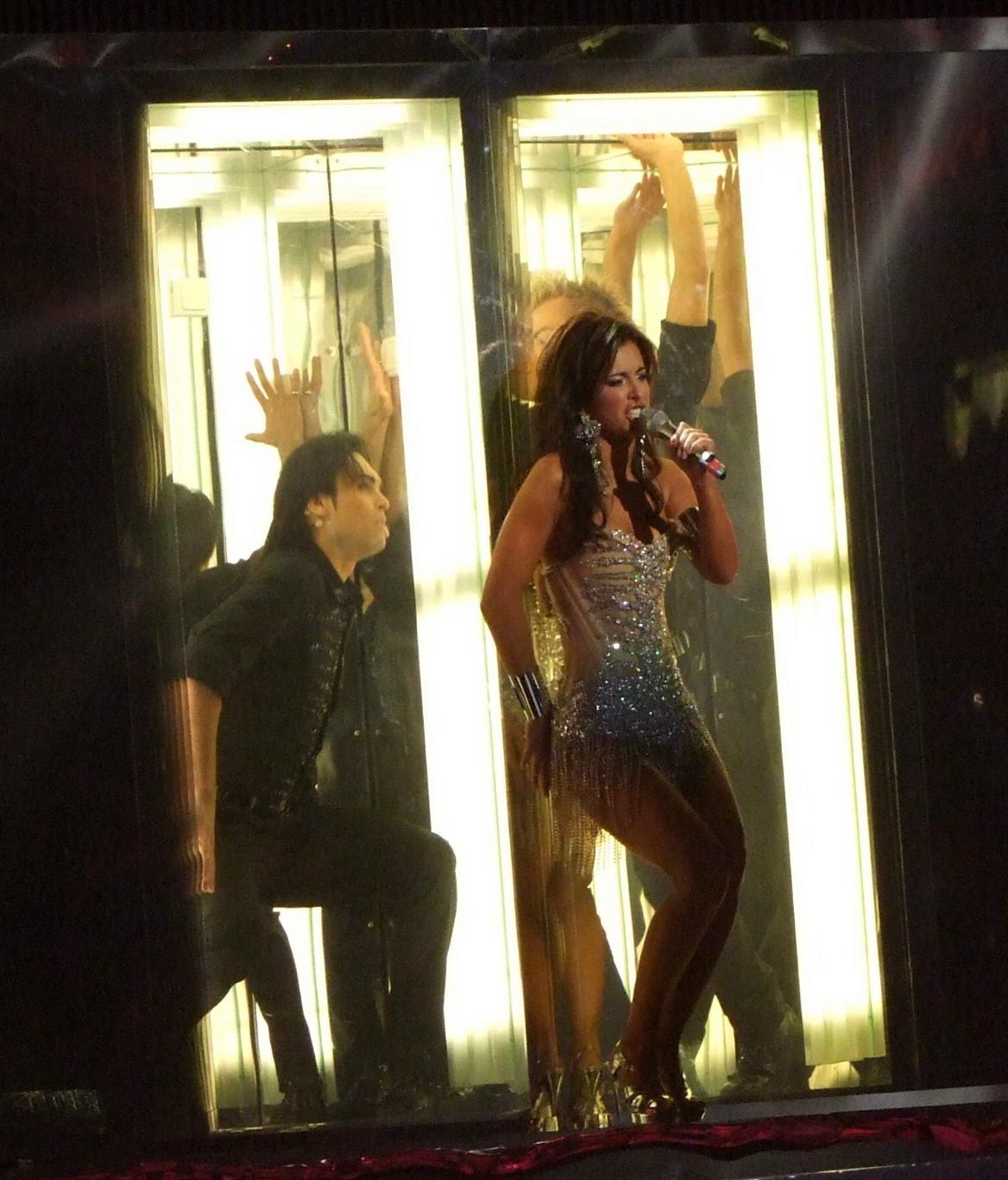
Ані Лорак виконує пісню «Shady Lady»

Ані Лорак була основною фавориткою на перемогу у відборі від України на Пісенний конкурс Євробачення 2005, що проходив у Києві. Проте після Помаранчевої революції НТКУ, український національний мовник, на вимогу громадськості провела додатковий відкритий конкурс. Унаслідок цього на відбір потрапили ще 4 гурти, які стали популярними під час Помаранчевої революції. Так, перемогу у відборі з перевагою в телеголосуванні над Ані Лорак здобув гурт «Ґринджоли» з піснею «Разом нас багато», що стала неофіційним гімном революції.
У грудні 2007 року НТКУ оголосила, що Ані Лорак представлятиме Україну на конкурсі в Белграді. Вона виступила з піснею «Shady Lady», написану Філіпом Кіркоровим і грецьким композитором Дімітрісом Контопулосом. З цією піснею Ані Лорак посіла другу позицію у фіналі конкурсу, за результатами офіційного голосування набравши 230 очок. Ані також увійшла в трійку журналістських симпатій на цьому конкурсі разом зі Швецією і Данією.
Після успішного виступу на «Євробачення» президент України Віктор Ющенко удостоїв Ані Лорак та продюсера Філіпа Кіркорова звання Народний артист України.

### «Солнце» і «The Best»
2009 року після кількох місяців запису в афінській студії «VOX Recording Studios» вийшов альбом «Солнце». Автором пісень і продюсером альбому виступив грецький композитор і музичний продюсер Дімітріс Контопулос. Виконавчим продюсером альбому був Філіп Кіркоров.
2010 року Ані Лорак випустила компіляційний альбом «The Best», до якого ввійшли найкращі пісні співачки.

## Благодійність
За підтримки Ані Лорак видані три дитячі книжки — «Як стати зіркою», «Як стати принцесою» та «Як стати кулінарною зіркою за 7 днів».
Співачка багато часу приділяє благодійній діяльності. ЮНІСЕФ та ООН в Україні висловили подяку Ані Лорак за сприяння та допомогу ВІЛ-інфікованим громадянам України як Посла Доброї волі ООН з питань ВІЛ-СНІД в Україні. 2005 року Ані Лорак нагороджена орденом «Святого Станіслава» IV ступеня з врученням їй Офіцерського Хреста «за зміцнення міжнародного авторитету України, високий професіоналізм, високі творчі досягнення, доброчинну діяльність та вірність лицарським ідеалам».

## Громадянська позиція
Підтримувала «Блок Литвина» та Юлію Тимошенко на Президентських виборах у протистоянні з Віктором Януковичем.
Після відмови виступити на Євробаченні-2004 без відбору, пішла на відбір-2005 на загальних засадах, проте у фіналі перемогли гурт «Гринджоли», у 2008-му році перемогла у черговому Нацвідборі.
Навесні 2014-го року випустила антивоєнний кавер-кліп «Мальви». Після 2014-го року жодного разу відкрито не підтримувала загарбницьких дій РФ в Україні та тимчасово залишила території Федерації після початку нових агресивних дій ворога у лютому 2022-го[джерело?]. Однак повернулася до країни-агресора.
Під час російсько-української війни 2014 року не переривала зв'язки з російським шоу-бізнесом, за що неодноразово критикувалася в Україні, зокрема її плани дати концерту в окупованому Криму, що співачка спростувала у програмі «Відверто» з Машею Єфросиніною. Хвилю обурення спричинив виступ співачки на весіллі доньки Володимира Литвина під час кривавих подій на Майдані у лютому 2014 році і згодом вихід в ефір після початку захоплення Криму (15 березня 2014 року) зазделегіть записаного концерту за 30 листопада і з врученням російської премії «Золотий грамофон».
Після анексії Криму і початку війни на сході України не припинила виступів на концертах в РФ, що викликало критику в Україні та супроводи концертів співачки в різних містах України акціями протесту і зіткненнями з правохоронцями. Водночас набула поширення інформація, що співачка виступала на концерті «Синяя Вечность», присвяченому 320-річчю Військово-морського флоту Російської Федерації, та на концерті, присвяченому армії Росії.
Після анексії Криму Росією 2014 року Ані Лорак планувала на липень та серпень 2014 року виступи в анексованому Криму, що викликало обурення громадськості в Україні. У результаті співачка скасувала заплановані концерти.
На 2 серпня 2014 року був запланований концерт в одному з нічних клубів Одеси. Активісти Євромайдану, представники ВО «Свобода» та «Правого сектора» вимагали скасування концерту. Свою позицію вони аргументували невдоволенням участю артистки в різних заходах у Росії. 2 серпня близько 200 активістів зібралися поблизу нічного клубу, співали гімн України і вимагали зустрічі з керівництвом закладу для скасування концерту. У результаті сталася бійка між активістами та представниками правоохоронних органів. Попри інцидент, Ані Лорак дала запланований концерт.
26 листопада 2014 року концерт Ані Лорак у київському палаці «Україна» пікетували активісти. Вони вимагали скасувати концерт і критикували співачку. Частина активістів закидувала будівлю палацу камінням. Охороняли будівлю правоохоронці. Всередину палацу бойкотувати Ані Лорак зі сцени з мегафоном закликав Ігор Мірошниченко із соратниками по ВО «Свобода». Концерти 26—27 листопада у Києві відбулися, однак співачка скасувала запланований на 15 лютого виступ в Одесі.
У грудні 2014 року Національна асоціація організаторів заходів Російської Федерації Ані Лорак внесли у «чорний список», таким чином відмовивши їй в участі в новорічних корпоративах найбільших російських компаній. В асоціації повідомили, що рішення перш за все політичне, співачку та інших українських виконавців назвали «артистами із суперечливою ідеологією».
Поява Ані Лорак у спільному концерті з російськими артистами, які підтримали позицію Путіна щодо анексії Криму та війни на сході України, в ефірі телеканалу «Інтер» з підлаштованими телеканалом окремо записаними аплодисментами української співачки їх номеру про санкції щодо них у новорічній програмі з 31 грудня 2014 до 1 січня 2015 років викликала масове обурення у соціальних мережах та блогосфері; згодом заяви з цього приводу зробила велика кількість українських політиків і громадських діячів. Також Ані Лорак бере участь у телевізійних новорічних телешоу російських пропагандистських каналів.
У липні 2016 року виступила на концерті, присвяченому 320-річчю російського військово-морського флоту.
23 січня 2017 року редакційна колегія журналу «Viva» вирішила виключити Ані Лорак з номінантів щорічного конкурсу «Viva! Найкрасивіші 2016» на вимогу української аудиторії журналу, яка засуджує концертні виступи Лорак на території Російської Федерації.
У 2021 році на російському каналі «Росія-1» вийшов документальний фільм «Горький рай Ани Лорак. Судьба человека».
У лютому 2022 року, після повномасштабного вторгнення Росії в Україну, Ані Лорак не засудила країну-агресорку, в якій проживала та працювала. Українські артисти засудили її, а Комітет Верховної Ради з питань інформполітики звернувся до Президента України з проханням позбавити співачку звання «Народний артист України».
22 березня 2022 року виконавчий комітет Чернівецької міської ради ухвалив рішення про демонтаж знаку Ані Лорак, встановленого на Алеї зірок Театральної площі Чернівців 2008 року до 600-річчя міста. У січні 2015 року невідомі намагалися знищити цю зірку.
У жовтні 2022 року проти Ані Лорак було запроваджено санкції РНБО.
26 липня 2023 року, згідно з повідомленням консула України в Анталії Олександра Вороніна, за скоординованими спільними зусиллями Посольства України в Турецькій Республіці, Консульства України в Анталії та української громади, вдалося домогтися скасування проведення концерту Ані Лорак у концертному залі The Cosmos Theatre. Це рішення ухвалила Рада директорів холдингу Kilit Hospatality Group, до якого входить мережа готелів Nirvana та згаданий концертний зал.

## Особисте життя
З 1996 до 2006, упродовж 10 років, Ані Лорак жила у фактичному шлюбі зі своїм продюсером Юрієм Фальосою.
15 серпня 2009 одружилася з 32-річним Муратом Налчаджіоглу, з яким познайомилась на відпочинку в Анталії влітку 2003 року. 2004 року він переїхав до неї в Україну, через два роки запропонував одружитись. Пара розписалася в Центральному відділі ДРАЦС Києва, а через тиждень відлетіла на батьківщину нареченого — до Туреччини, в розкішний готель Анталійського узбережжя «Адам і Єва», де відсвяткувала весілля. Брати співачки зауважили, що після розпису гучного свята не буде, хоча рідні зібралися у вузькому колі. Святкували в Туреччині молодята два дні, 22 і 23 серпня, а в День незалежності повернулися до України. Серед запрошених гостей: Лілія Подкопаєва, Філіп Кіркоров, Олександр Пономарьов з дружиною Вікторією, гурт «Алібі» та інші зірки. Фешенебельний готель, де святкували весілля, належить названому батьку Мурата.
У грудні 2010 року стало відомо про вагітність співачки. 9 червня 2011 року Ані Лорак народила доньку Софію в одній з приватних клінік Києва. Хрещення дитини відбулось 2012 року в Києво-Печерській лаврі, хресні батьки — російський співак Філіп Кіркоров та народна депутатка від Партії регіонів Ірина Бережна.
31 січня 2019 року розлучилася з Муратом.

## Нагороди
- Друга премія фестивалю «Первоцвіт», місто Чернівці.
- Перша премія міжнародного фестивалю «Веселад», місто Київ.
- Перша премія міжнародного фестивалю «Доля», місто Чернівці.
- Переможниця телевізійного конкурсу «Утренняя звезда», місто Москва.
- Друга премія Всеукраїнського фестивалю «Червона Рута», місто Севастополь.
- Переможниця суперфіналу телевізійного конкурсу «Ранкова зірка», місто Москва.
- Переможниця в номінації «Відкриття 1995 року» фестивалю «Таврійські ігри».
- Володарка гран-прі Всесвітнього конкурсу молодих виконавців «Big Apple Music-96», місто Нью-Йорк.
- Лавреатка фестивалю «Пісня року-1997», місто Москва — місто Київ.
- Володарка гран-прі Президента України за підсумками Всеукраїнського фестивалю «Пісенний вернісаж-1997».
- Лавреатка Міжнародної премії імені Сіді Таль «За успіхи в галузі розвитку національної культури і зміцнення дружби між народами».
- Посольством Ізраїлю в Україні присуджене звання «Почесний артист Ізраїлю».
- Дипломант у номінації «Співачка року» і «Попмузика року» фестивалю «Таврійські ігри-1998».
- Офіційне «обличчя» косметичної фірми «Schwarzkopf & Henkel» в Україні.
- Президентом України присуджене звання Заслужений артист України.
- За обсяг продажів альбому «Там, де ти є…» Ані Лорак нагороджена «Золотим диском».
- Друге місце на пісенному конкурсі «Євробачення-2008» в Белграді.
- Лавреатка Всеукраїнської премії «Жінка ІІІ тисячоліття» в номінації «Рейтинг» (2008).
- 2011 року була номінована на премію «YUNA» у категорії «Найкраща виконавиця» за досягнення в музиці за 20 років.
- 2015 року — «Найкраща співачка Росії» за версією російської премії «RU.TV».[61]
- Почесний знак «Герб Буковини»[62]

## Санкції
19 жовтня 2022 року Ані Лорак додано до санкційного списку України.
22 листопада 2024 року позбавлена державних нагород України та інших форм відзначення згідно Указу Президента.

## Дискографія

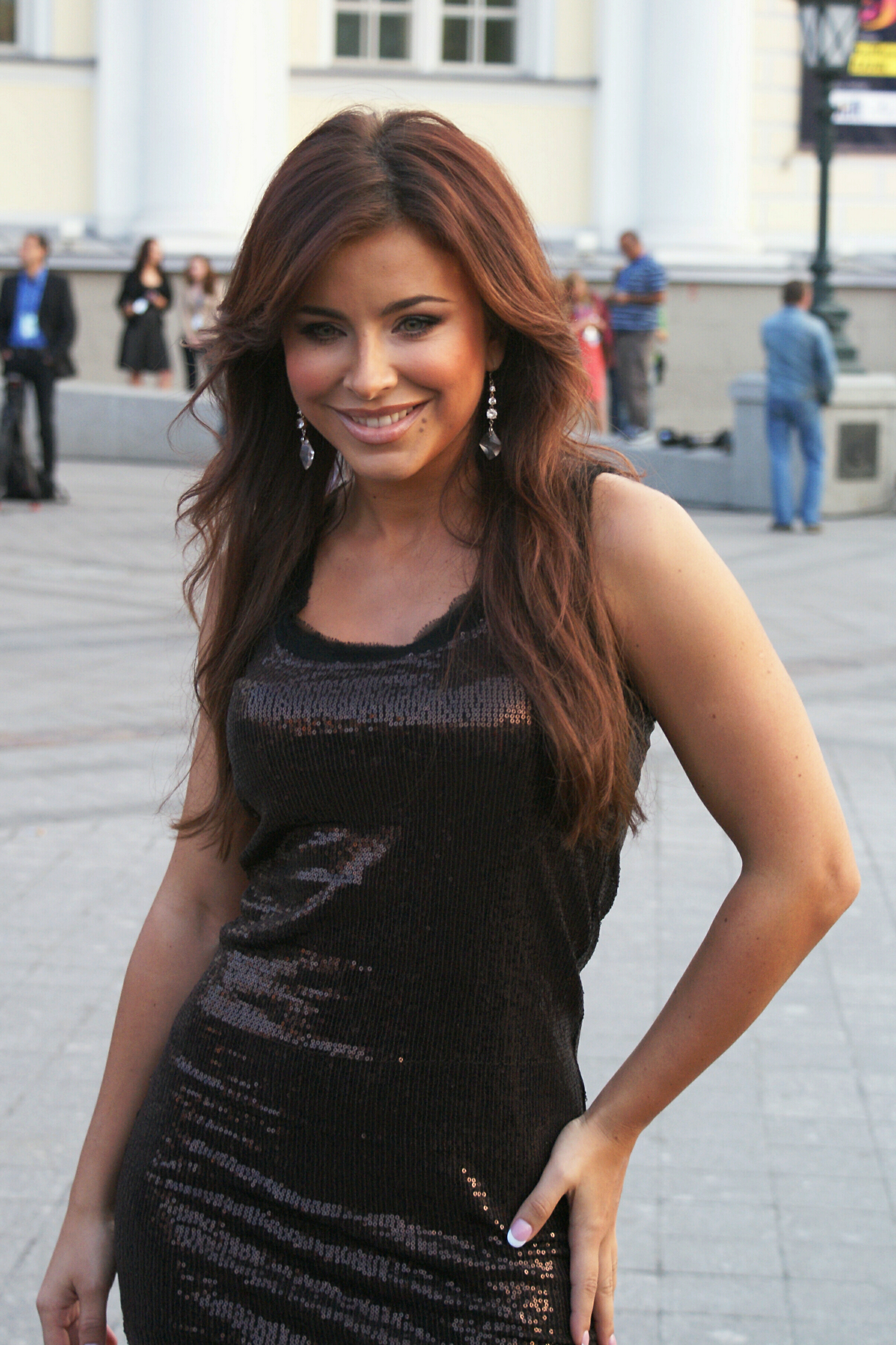
Ані Лорак, 2009 рік, Москва

### Студійні альбоми
- 1996: Хочу летать
- 1998: Я вернусь
- 2001: Там, де ти є…
- 2004: Ані Лорак
- 2005: Smile
- 2006: Розкажи
- 2007: 15
- 2009: Солнце
- 2013: Зажигай сердце
- 2016: Разве ты любил
- 2019: За мечтой
- 2021: Я жива

### Концертні альбоми
- 2015: Каролина
- 2020: Diva

### Збірні альбоми
- 2000: www.anilorak.com
- 2010: The best
- 2011: Избранное

### Реміксові альбоми
- 2003: Мрій про мене

### Відеоальбоми
- 2003: Там, де ти є
- 2011: Солнце
- 2014: Каролина

## Музичні відео
| Рік  | Назва                             | Режисер(-ка)                      | Дж.     |
| ---- | --------------------------------- | --------------------------------- | ------- |
| 1997 | «Манекенщица»                     | Володимир Зінченко                | [ 64 ]  |
| 1997 | «Моє життя»                       | PBN Co.                           |         |
| 1997 | «Боже мой»                        | Євген Митрофанов                  | [ 65 ]  |
| 1998 | «Я вернусь»                       | Віталій Климов                    | [ 64 ]  |
| 1998 | «О, моя любов»                    | Євген Митрофанов                  | [ 66 ]  |
| 1999 | «Чужой город»                     | Євген Митрофанов                  | [ 65 ]  |
| 1999 | «Считалочка»                      | Світлана Растригіна               | [ 65 ]  |
| 2000 | «Зеркала»                         | Олександр Ігудін                  | [ 67 ]  |
| 2001 | «Полуднева спека»                 | Семен Горов                       | [ 68 ]  |
| 2001 | «Там, де ти є»                    | Максим Паперник, Роман Стратійчук | [ 69 ]  |
| 2002 | «Поцілуй»                         | Володимир Нужний                  | [ 70 ]  |
| 2003 | «Мрій про мене»                   | Віктор Придувалов                 | [ 71 ]  |
| 2003 | «Мої бажання»                     | Семен Горов                       | [ 72 ]  |
| 2004 | «Три звичних слова»               | Семен Горов                       | [ 73 ]  |
| 2004 | «A little shot of love»           | Алан Бадоєв                       | [ 74 ]  |
| 2005 | «Smile»                           | Семен Горов                       | [ 75 ]  |
| 2005 | «Car song»                        | Семен Горов                       | [ 76 ]  |
| 2005 | «100 kisses» (з О. Пономарьовим)  | Ігор та Олександр Стеколенки      | [ 77 ]  |
| 2006 | «Розкажи» (укр.)(рос.)            | Семен Горов                       | [ 78 ]  |
| 2006 | «Верни мою любовь» (з В. Меладзе) | Семен Горов                       | [ 79 ]  |
| 2007 | «С первого взгляда»               | Алан Бадоєв                       | [ 80 ]  |
| 2007 | «Я с тобой»                       | Джонатан Вейланд                  | [ 81 ]  |
| 2008 | «Я стану морем»                   | Катя Царик                        | [ 82 ]  |
| 2008 | «Shady lady»                      | Катя Царик                        | [ 83 ]  |
| 2008 | «Солнце» (рос.)(англ.)            | Катя Царик                        | [ 84 ]  |
| 2009 | «А дальше»                        | Андрій Новосьолов                 | [ 85 ]  |
| 2009 | «Увлечение» (з Т. Родрігесом)     | Павло Худяков                     | [ 86 ]  |
| 2010 | «Небеса-ладони»                   | Катя Царик                        | [ 87 ]  |
| 2011 | «Для тебя»                        | Віктор Скуратовський              | [ 88 ]  |
| 2011 | «Спроси»                          | Дмитро Перетрутов                 | [ 89 ]  |
| 2012 | «Обними меня»                     | Катя Царик                        | [ 90 ]  |
| 2012 | «Обними меня крепче»              | Дмитро Перетрутов                 | [ 91 ]  |
| 2012 | «Зажигай сердце»                  | Євген Тимохін                     | [ 92 ]  |
| 2013 | «Оранжевые сны»                   | Семен Горов                       | [ 93 ]  |
| 2013 | «Забирай рай»                     | Катя Царик                        | [ 94 ]  |
| 2013 | «Зеркала» (з Г. Лепсом)           | Катя Царик                        | [ 95 ]  |
| 2014 | «Снится сон»                      | Катя Царик                        | [ 96 ]  |
| 2014 | «Мальви»                          | Сергій Солодкий                   | [ 97 ]  |
| 2014 | «Медленно»                        | Сергій Солодкий                   | [ 98 ]  |
| 2015 | «Корабли»                         | Сергій Солодкий                   | [ 99 ]  |
| 2015 | «Осенняя любовь»                  | Катя Царик                        | [ 100 ] |
| 2016 | «Удержи моё сердце»               | Алан Бадоєв                       | [ 101 ] |
| 2016 | «Уходи по-английски»              | Алан Бадоєв                       | [ 102 ] |
| 2016 | «Разве ты любил»                  | Алан Бадоєв                       | [ 103 ] |
| 2016 | «Я не могу сказать» (з Еміном)    |                                   |         |
| 2017 | «Сопрано» (з Мотом)               | Заур Засєєв                       | [ 104 ] |
| 2017 | «Ты ещё любишь»                   | Алан Бадоєв                       | [ 105 ] |
| 2017 | «Проститься» (з Еміном)           | Алан Бадоєв                       | [ 106 ] |
| 2018 | «Новый бывший»                    | Алан Бадоєв                       | [ 107 ] |
| 2018 | «Сумасшедшая»                     | Станіслав Морозов                 | [ 108 ] |
| 2018 | «Сон»                             | Станіслав Морозов                 | [ 109 ] |
| 2019 | «Я тебя ждала»                    | Катя Царик                        | [ 110 ] |
| 2019 | «Мы нарушаем»                     | Алан Бадоєв                       | [ 111 ] |
| 2020 | «Я бы летала»                     | Алан Бадоєв                       | [ 112 ] |
| 2020 | «Обещаю»                          | Радислав Лукін                    | [ 113 ] |
| 2020 | «Твоей любимой»                   | Радислав Лукін                    | [ 114 ] |
| 2020 | «Страдаем и любим»                | Олександр Кураксин                | [ 115 ] |
| 2021 | «Наполовину»                      | Катя Царик                        | [ 116 ] |
| 2021 | «Раздетая»                        | Катя Царик                        | [ 117 ] |
| 2021 | «Бачила»                          | Станіслав Морозов, Антон Фурса    | [ 118 ] |
| 2021 | «Верила»                          | Данило Головкин                   | [ 119 ] |

## Фільмографія
| Рік  | Назва                                     | Роль                                | Дж.     |
| ---- | ----------------------------------------- | ----------------------------------- | ------- |
| 1998 | «Бери шинель…»                            | Лейтенантка медичної служби         | [ 120 ] |
| 1999 | «Цигани»                                  | Земфіра                             | [ 121 ] |
| 1999 | «Ані Лорак назавжди»                      | Грає себе                           | [ 122 ] |
| 2001 | «Вечори на хуторі біля Диканьки»          | Оксана                              | [ 123 ] |
| 2003 | «На Різдво до „Львівського“»              | Грає себе                           | [ 124 ] |
| 2003 | «Шалений день, або Одруження Фігаро»      | Фаншетта                            | [ 125 ] |
| 2006 | «Весела хата»                             | Грає себе                           | [ 126 ] |
| 2006 | «Карлсон, який мешкає на даху»            | Малюк (голос)                       | [ 127 ] |
| 2007 | «Дуже новорічне кіно, або Ніч у музеї»    | Ассоль                              | [ 128 ] |
| 2008 | «СНІД не передається через дружбу»        | Грає себе                           | [ 129 ] |
| 2008 | «Червона шапочка та всі, всі, всі»        | Спляча красуня                      | [ 130 ] |
| 2009 | «Лотта з містечка винахідників»           | Котик Бруно, бджілка Сусуму (голос) | [ 131 ] |
| 2010 | «Тільки кохання»                          | Грає себе                           | [ 132 ] |
| 2010 | «Новорічні свати»                         | Грає себе                           | [ 133 ] |
| 2010 | «Морозко»                                 | Східна наречена                     | [ 134 ] |
| 2011 | «Нові пригоди Аладдіна»                   | Принцеса Будур                      | [ 135 ] |
| 2012 | «Червона шапочка»                         | Туристка                            | [ 136 ] |
| 2013 | «1+1 удома»                               | Грає себе                           | [ 137 ] |
| 2014 | «Сашка»                                   | Грає себе                           | [ 138 ] |
| 2016 | «Жаб'яче королівство»                     | Принцеса-жабка (голос)              | [ 139 ] |
| 2018 | «Принцеса і дракон»                       | Принцеса Варвара (голос)            | [ 140 ] |
| 2019 | «Жара»                                    | Грає себе                           | [ 141 ] |
| 2019 | «Спляча красуня. Легенда двох королівств» | Еліфеанта (голос)                   | [ 142 ] |